# Israel Galván
Pour les articles homonymes, voir Galván.
Israel Galván de los Reyes, né le 12 juillet 1973 à Séville, est un danseur et chorégraphe espagnol de flamenco.

## Biographie
Israel Galván de los Reyes est le fils de José Galván et Eugenia de los Reyes,, deux célèbres danseurs d'une école de flamenco de Séville. Sa sœur, Pastora Galván est elle aussi une danseuse et chorégraphe dans la même discipline. Il intègre la Compañía Andaluza de Danza dirigée par Mario Maya en 1994, travaille avec Manuel Soler, et reçoit immédiatement les plus importants prix espagnols de flamenco. En 1998, il fonde sa propre compagnie et est invité l'année suivante par le Ballet Nacional de España à chorégraphier une farruca pour la pièce Oripandó.
Il est devenu célèbre dans le milieu de la danse flamenco — plus reconnu à l'étranger, notamment en France, que dans son propre pays — par son approche contemporaine hétérodoxe et très théâtrale de la danse, faisant appel à de nombreuses sources d'inspiration qui dépassent le champ traditionnel du flamenco. En utilisant des mouvements de pieds très compliqués, il fait évoluer la gestuelle traditionnelle, de la frappe de pied virile aux passes de torero. Il a participé au Festival d'Avignon 2009 à la carrière de Boulbon et à nouveau en 2017 dans la cour d'Honneur.

## Chorégraphies
- 1998 : ¡Mira! / Los zapatos rojos
- 2000 : La metamorfosis (d'après le roman La Métamorphose de Franz Kafka)
- 2002 : Galvánicas
- 2003 : Dos hermanos avec Pastora Galván
- 2004 : Arena
- 2004 : Cante y orquesta
- 2005 : La edad de oro
- 2006 : Tábula rasa
- 2006 : La Francesa pour Pastora Galván
- 2007 : Solo
- 2007 : El final de este estado de cosas
- 2009 : El final de este estado de cosas, redux
- 2010 : Je suis venue (en collaboration avec Gaspard Delanoë et Yalda Younes)
- 2010 : La curva[5]
- 2012 : Le Réel / Lo Real / The Real
- 2014 : Fla.co.men[6]
- 2014 : Torobaka avec Akram Khan
- 2017 : La Fiesta[7]

## Prix et distinctions
- 1995 : prix Vicente Escudero au concours national des arts du flamenco de Cordoue
- 1996 : prix El Desplante du festival international del Cante de las Minas de La Unión[1]
- 1996 : prix du concours des jeunes interprètes de la IX biennale de flamenco de Séville[1]
- 2005 : prix national de la danse (catégorie chorégraphie) du Ministère espagnol de la Culture pour le renouvellement créatif du flamenco
- 2010 : Grand Prix de la danse du Syndicat de la critique pour El final de este estad de cosas, redux[8]
- 2011 : médaille d'or du mérite des beaux-arts par le Ministère de l'Éducation, de la Culture et des Sports[9]
- 2014 : prix Max dans les catégories « Chorégraphie », « Interprétation » et « Spectacle » pour son travail Lo réel[10]
- 2015 : prix Max dans la catégorie « Danseur solo » pour Fla.co.men[11]
- 2016 : Officier dans l'Ordre des Arts et des Lettres[12]